# Karel II. Brunšvický
Karel II. Brunšvický (30. října 1804, Braunschweig – 18. srpna 1873, Ženeva) byl od roku 1815 do roku 1830 vévodou brunšvickým.

## Život

### Původ a mládí
Karel II., celým jménem Karel Fridrich August Vilém Brunšvický, se narodil 30. října 1804 v Braunschweigu, hlavním správním centru Brunšvického vévodství. Byl nejstarším synem „Černého vévody“ Fridricha Viléma Brunšvicko-Wolfenbüttelského a jeho manželky Marie Bádenské.
V dubnu 1808 zemřela jeho matka krátce po porodu mrtvé dcery. Společně s bratrem Vilémem je tak v Glückstadtu začala vychovávat jejich babička z matčiny strany, Amálie Hesensko-Darmstadtská. Otec Fridrich Vilém mezitím cvičil dobrovolnický sbor Schwarze Schar, který se měl postavit Napoleonovi. Na podzim roku 1809 utekl do Velké Británie a své syny vzal s sebou. Karel i Vilém se v Anglii, kde se o ně starala Augusta Frederika Hannoverská, stali celebritami; v roce 1814 bylo dokonce Vilémovi umožněno položit základní kámen Vauxhall Bridge.

### Vévoda z Braunschweigu a Lüneburgu
V roce 1815 brunšvický vévoda Fridrich Vilém zemřel a titul i majetek po něm zdědil starší syn Karel. Ten byl v té době nezletilý, a proto byl jeho poručíkem ustanoven Jiří IV., král Spojeného království, který byl zároveň panovníkem Hannoverského království a tím také suverénem Karlova vévodství. Když se Karel blížil k dovršení osmnáctin, začal se dožadovat svých práv, což ale Jiří odmítal s tím, že majetek nedostane, dokud mu nebude alespoň jednadvacet let. Nakonec se dohodli na kompromisu a Karel se oficiálně stal vévodou brunšvickým jako devatenáctiletý. Vládu ve vévodství převzal 30. října 1823.
Roku 1827 se Karel II. rozhodl, že všechny zákony, které byly vydány v době jeho nezletilosti Jiřím IV., neplatí. Vyprovokoval tím spor s celým Hannoverským královstvím a musel zasáhnout Německý spolek, aby ho usměrnil. Všechny zákony tak zůstaly platné.

### Sesazení
Jako vévoda Karel nevládl příliš dobře. Když pak v roce 1830 probíhala Červencová revoluce, byl zrovna v Paříži, odkud se urychleně vrátil a pohrozil svým poddaným, že jakékoliv nepokoje bude potlačovat násilně. 6. září po něm lidé při jeho cestě z divadla házeli kamení a následně se pokusili dostat i do paláce. Karlovi se podařilo uprchnout, jeho sídlo ale shořelo. 10. září tak do Braunschweigu přijel jeho bratr Vilém, kterého lidé vítali s nadšením.
Vilém původně vládl pouze jako zástupce za svého staršího bratra, po roce už byl považován za vládnoucího vévodu. Karel se pokusil diplomaticky i vojensky vzít si titul zpátky; neúspěšně. Žádný z evropských monarchů ho navíc nechtěl podporovat.
Zbytek života strávil sesazený brunšvický vévoda mimo Německo, většinou v Paříži a Londýně. Když v roce 1870 vypukla Prusko-francouzská válka, přesunul se do Švýcarska. Zemřel v Ženevě v hotelu Beau-Rivage. Bylo mu 68 let, nikdy se neoženil a neměl potomky. Městu Ženeva odkázal svůj velký majetek, proto mu byl v parku vedle hotelu postaven věžový památník Monument Brunswick a vedle něj bronzová jezdecká socha.

## Amatérský šachista
V době své emigrace se Karel stal náruživým šachistou. Jeho nejslavnějším počinem v této hře je tzv. operní partie, kterou sehrál koncem roku 1858 proti jednomu z nejsilnějších hráčů na světě, americkému mistrovi Paulu Morphymu. Spolu s vévodou Karlem hrál proti Morphymu v operní partii také francouzský hrabě Isouard de Vauvenargues; oba aristokraté spolu tahy konzultovali. Přestože se o síle těchto hráčů vedou debaty, vévoda z Brunšviku byl pravděpodobně dle jeho jiných partií celkem silným šachistou.
Partie byla sehrána roku 1858 během představení v budově pařížské opery (Opéra Le Peletier) kam aristokraté amerického šachistu pozvali. Přestože prý chtěl Morphy původně nerušeně sledovat operu, ze zdvořilosti utkání během představení neodmítl (vévoda z Brunšviku hrával se svými společníky během představení i dříve a jednou byl ředitelem divadla kvůli hluku napomenut) a oba spojence porazil během sedmnácti tahů.

## Vývod z předků
|                      |                                                  |  |                             |                                           |  |  |  |  |  |  |  | Ferdinand Albrecht II. Brunšvický |
|                      |                                                  |  |                             |                                           |  |  |  |  |  |  |  |                                   |
|                      | Karel I. Brunšvicko-Wolfenbüttelský              |  |                             |                                           |  |  |  |  |  |  |  |                                   |
|                      |                                                  |  |                             |                                           |  |  |  |  |  |  |  |                                   |
|                      |                                                  |  |                             | Antonie Amálie Brunšvicko-Wolfenbüttelská |  |  |  |  |  |  |  |                                   |
|                      |                                                  |  |                             |                                           |  |  |  |  |  |  |  |                                   |
|                      | Karel Vilém Ferdinand Brunšvicko-Wolfenbüttelský |  |                             |                                           |  |  |  |  |  |  |  |                                   |
|                      |                                                  |  |                             |                                           |  |  |  |  |  |  |  |                                   |
|                      |                                                  |  |                             | Fridrich Vilém I. Pruský                  |  |  |  |  |  |  |  |                                   |
|                      |                                                  |  |                             |                                           |  |  |  |  |  |  |  |                                   |
|                      | Filipína Šarlota Pruská                          |  |                             |                                           |  |  |  |  |  |  |  |                                   |
|                      |                                                  |  |                             |                                           |  |  |  |  |  |  |  |                                   |
|                      |                                                  |  |                             | Žofie Dorotea Hannoverská                 |  |  |  |  |  |  |  |                                   |
|                      |                                                  |  |                             |                                           |  |  |  |  |  |  |  |                                   |
|                      | Fridrich Vilém Brunšvicko-Wolfenbüttelský        |  |                             |                                           |  |  |  |  |  |  |  |                                   |
|                      |                                                  |  |                             |                                           |  |  |  |  |  |  |  |                                   |
|                      |                                                  |  |                             | Jiří II. Britský                          |  |  |  |  |  |  |  |                                   |
|                      |                                                  |  |                             |                                           |  |  |  |  |  |  |  |                                   |
|                      | Frederik Ludvík Hannoverský                      |  |                             |                                           |  |  |  |  |  |  |  |                                   |
|                      |                                                  |  |                             |                                           |  |  |  |  |  |  |  |                                   |
|                      |                                                  |  |                             | Karolina z Ansbachu                       |  |  |  |  |  |  |  |                                   |
|                      |                                                  |  |                             |                                           |  |  |  |  |  |  |  |                                   |
|                      | Augusta Frederika Hannoverská                    |  |                             |                                           |  |  |  |  |  |  |  |                                   |
|                      |                                                  |  |                             |                                           |  |  |  |  |  |  |  |                                   |
|                      |                                                  |  |                             | Fridrich II. Sasko-Gothajsko-Altenburský  |  |  |  |  |  |  |  |                                   |
|                      |                                                  |  |                             |                                           |  |  |  |  |  |  |  |                                   |
|                      | Augusta Sasko-Gothajská                          |  |                             |                                           |  |  |  |  |  |  |  |                                   |
|                      |                                                  |  |                             |                                           |  |  |  |  |  |  |  |                                   |
|                      |                                                  |  |                             | Magdalena Augusta Anhalttsko-Zerbstská    |  |  |  |  |  |  |  |                                   |
|                      |                                                  |  |                             |                                           |  |  |  |  |  |  |  |                                   |
| Karel II. Brunšvický |                                                  |  |                             |                                           |  |  |  |  |  |  |  |                                   |
|                      |                                                  |  |                             |                                           |  |  |  |  |  |  |  |                                   |
|                      |                                                  |  | Fridrich Bádensko-Durlašský |                                           |  |  |  |  |  |  |  |                                   |
|                      |                                                  |  |                             |                                           |  |  |  |  |  |  |  |                                   |
|                      | Karel Fridrich Bádenský                          |  |                             |                                           |  |  |  |  |  |  |  |                                   |
|                      |                                                  |  |                             |                                           |  |  |  |  |  |  |  |                                   |
|                      |                                                  |  |                             | Amálie Oranžsko-Nasavská                  |  |  |  |  |  |  |  |                                   |
|                      |                                                  |  |                             |                                           |  |  |  |  |  |  |  |                                   |
|                      | Karel Ludvík Bádenský                            |  |                             |                                           |  |  |  |  |  |  |  |                                   |
|                      |                                                  |  |                             |                                           |  |  |  |  |  |  |  |                                   |
|                      |                                                  |  |                             | Ludvík VIII. Hesensko-Darmstadtský        |  |  |  |  |  |  |  |                                   |
|                      |                                                  |  |                             |                                           |  |  |  |  |  |  |  |                                   |
|                      | Karolína Luisa Hesensko-Darmstadtská             |  |                             |                                           |  |  |  |  |  |  |  |                                   |
|                      |                                                  |  |                             |                                           |  |  |  |  |  |  |  |                                   |
|                      |                                                  |  |                             | Šarlota z Hanau-Lichtenbergu              |  |  |  |  |  |  |  |                                   |
|                      |                                                  |  |                             |                                           |  |  |  |  |  |  |  |                                   |
|                      | Marie Bádenská                                   |  |                             |                                           |  |  |  |  |  |  |  |                                   |
|                      |                                                  |  |                             |                                           |  |  |  |  |  |  |  |                                   |
|                      |                                                  |  |                             | Ludvík VIII. Hesensko-Darmstadtský        |  |  |  |  |  |  |  |                                   |
|                      |                                                  |  |                             |                                           |  |  |  |  |  |  |  |                                   |
|                      | Ludvík IX. Hesensko-Darmstadtský                 |  |                             |                                           |  |  |  |  |  |  |  |                                   |
|                      |                                                  |  |                             |                                           |  |  |  |  |  |  |  |                                   |
|                      |                                                  |  |                             | Šarlota z Hanau-Lichtenbergu              |  |  |  |  |  |  |  |                                   |
|                      |                                                  |  |                             |                                           |  |  |  |  |  |  |  |                                   |
|                      | Amálie Hesensko-Darmstadtská                     |  |                             |                                           |  |  |  |  |  |  |  |                                   |
|                      |                                                  |  |                             |                                           |  |  |  |  |  |  |  |                                   |
|                      |                                                  |  |                             | Kristián III. Falcko-Zweibrückenský       |  |  |  |  |  |  |  |                                   |
|                      |                                                  |  |                             |                                           |  |  |  |  |  |  |  |                                   |
|                      | Karolína Falcko-Zweibrückenská                   |  |                             |                                           |  |  |  |  |  |  |  |                                   |
|                      |                                                  |  |                             |                                           |  |  |  |  |  |  |  |                                   |
|                      |                                                  |  |                             | Karolína Nasavsko-Saarbrückenská          |  |  |  |  |  |  |  |                                   |
|                      |                                                  |  |                             |                                           |  |  |  |  |  |  |  |                                   |